# كادي ولز
كادي ولز (بالإنجليزية: Cady Wells)‏ هو رسام أمريكي، ولد في 15 نوفمبر 1904 في ساوثبريدج في الولايات المتحدة، وتوفي في 13 فبراير 1954 في سانتا فيه في الولايات المتحدة.